# Карл (граф де Монтемолин)
Инфант Карлос (Карлос Луис Мария Фернандо; 31 января 1818[…], Мадрид — 13 января 1861[…], Триест) — граф де Монтемолин, карлистский претендент на королевский престол Испании под именем Карла VI (1845—1861).

## Биография
Карлос родился 31 января 1818 года в Королевском дворце в Мадриде. Старший сын инфанта Дона Карлоса Марии Исидро (1788—1855), первого карлистского претендента на испанский престол (1833—1845), и его первой жены инфанты Марии Франсишки Португальской (1800—1834).
Во время Первой Карлистсской войны (1833—1839) Карлос сопровождал своего отца, Дона Карлоса Старшего, во время военных действий. После поражения карлистов отец и сын бежали во Францию.
В 1835 году карлисты провозгласили Карлоса, старшего сына Дона Карлоса Старшего, принцем Астурийским, то есть наследником испанского престола.
18 мая 1845 года после добровольного отречения своего отца Дона Карлоса Старшего от прав на испанский престол Карлос стал вторым карлистским претендентом на королевский трон (1845—1861).
В конце 1846 года Дон Карлос Луис опубликовал манифест, в котором призывал своих сторонников к вооруженной борьбе. В Испании началась Вторая Карлистская война (1846—1849).
В марте 1860 года Инфант Карлос с младшим братом Фернандо высадился на Балеарских островах, где на его сторону перешел испанский капитан Хайме Ортега. С 4-тысячным военным отрядом они отплыли к берегам Каталонии, рассчитывая поднять там новое карлистское восстание. 1 апреля мятежники высадились на берегу и двинулись в район города Сан-Карлос-де-ла-Рапита. В районе Ампоста мятежные солдаты отказались поддержать Дона Карлоса. Сам претендент и его брат Фернандо бежали в Ульдекону. 21 апреля братья были задержаны испанскими властями и доставлены в Тортосу. 23 апреля под давлением Карлос вынужден был отказаться от своих претензий на испанский престол, как и его младший брат Фернандо.
После своего освобождения Инфант Карлос-Луис покинул Испанию и 15 июня 1860 года объявил в Триесте, что его отказ от претензий на испанский престол был недействителен и был сделан под давлением. Но его младший брат Хуан, граф де Монтисон, 2 июня того же года провозгласил себя новым претендентом на королевский престол Испании под именем Хуана III.
13 января 1861 года Карлос-Луис скончался в Триесте, вероятно от тифа. В том же месяце внезапно скончались его младший брат Фернандо (2 января) и жена Каролина (14 января).

## Брак
10 июля 1850 года Карлос женился на своей кузине принцессе Марии Каролине Бурбон-Сицилийской (29 ноября 1820 — 14 января 1861), пятой дочери Франциска I (1777—1830), короля Обеих Сицилий (1825—1830), и его второй жены Марии Изабеллы Испанской (1789—1848). Супруги не имели детей.